# Hříběcí (železniční zastávka)
Hříběcí je železniční zastávka ve městě Horní Cerekev ležící v km 2,671 železniční trati Tábor – Horní Cerekev.

## Provozní informace
Zastávka má jedno nástupiště o délce 80 metrů a výšce nástupní hrany 300 mm nad temenem kolejnice. Cestujícím je k dispozici čekárna. V zastávce není možnost zakoupení si jízdenky a trať procházející zastávkou není elektrizovaná. Provozuje ji Správa železnic.

## Doprava
Zastavují zde pouze osobní vlaky, které jezdí trasu Tábor – Horní Cerekev – Jihlava (– Dobronín).